# جون جيمس ماسون
جون جيمس ماسون هو سياسي كندي، ولد في 4 فبراير 1842، وتوفي في 15 يونيو 1903.